# Thomas M. Salmon
Thomas M. Salmon (* 28. Juli 1963 in Bellows Falls, Vermont) ist ein US-amerikanischer Politiker, der von 2007 bis 2013 State Auditor von Vermont war.

## Leben
Thomas M. Salmon wurde in Bellows Falls, Vermont geboren. Die Bellows Falls Union High School schloss er im Jahr 1981 ab. Danach studierte er am Boston College, erwarb dort den Bachelors of Science und machte anschließend eine Ausbildung zum Wirtschaftsprüfer bei Coopers and Lybrand in Hartford und Los Angeles. Im Jahr 1993 erwarb er den Berufstitel Certified Public Accountant, anschließend arbeitete er in einer kleinen Wirtschaftsprüfungsgesellschaft zuerst in Kalifornien, später in Vermont.
Während er als Wirtschaftsprüfer tätig war, machte er eine Ausbildung zum Lehrer und unterrichtete Kinder in Los Angeles. Er zog im Jahr 2002 zurück nach Vermont.
Nachdem er die Auswirkungen des Hurrikan Katrina im Jahr 2005 miterlebt hatte, wechselte er in die Politik. Als Mitglied der Demokratischen Partei von Vermont wurde er im Jahr 2006 zum State Auditor gewählt. In der ersten Abstimmung führte der Amtsinhaber Randy Brock mit 137 Stimmen. Jedoch forderte Salmon eine Neuauszählung und am 21. Dezember 2006 wurde Salmon zum Sieger erklärt, mit einem Vorsprung von 102 Stimmen. Er gewann die Wahlen in den Jahren 2008 und 2010, trat zur Wahl im Jahr 2012 jedoch nicht erneut an.
Salom ist Mitglied der Vermont Society of CPAs, des American Institutes of Certified Public Accountants und der Certified Fraud Examiners Association. Zudem war er Mitglied des Rockingham Selectboards.
Er diente bei der U.S. Navy Reserves als Mitglied der Seabees und kehrte aus dem aktiven Dienst im Irak im März 2009 zurück. In dem Jahr wechselte er von der Demokratischen Partei zur Republikanischen Partei, da er der Meinung war, dass diese die bessere Strategie habe, um die wirtschaftlichen Interessen Vermonts zu vertreten. Im November 2009 wurde Salmon alkoholisiert am Steuer aufgegriffen und über Nacht inhaftiert. Sein Blutalkoholwert lag bei 0,86 Promille, somit oberhalb der Grenze von 0,8 Promille in Vermont. In einem späteren Verfahren erklärte er sich für schuldig und bezahlte die verhängte Strafe. Der Vorfall ereignete sich unmittelbar vor der ersten Versammlung der Republikanischen Partei, in die er gerade erst eingetreten war.
Thomas M. Salmon und seine Frau Leslie haben vier Kinder. Die Familie lebt in St. Johnsbury, Vermont. Thomas M. Salmon ist der Sohn des ehemaligen Gouverneurs von Vermont Thomas P. Salmon.